# Danh sách người đứng đầu chính phủ Việt Nam
Chính phủ hiện đại ở Việt Nam xuất hiện vào khoảng tháng 4 năm 1945 với sự thành lập của cơ quan Nội các nhà Nguyễn gồm các Bộ trưởng. Tuy nhiên, một Chính phủ đúng nghĩa có quyền thực thi hành pháp lại chỉ xuất hiện vào tháng 9 năm 1945 dưới chế độ Việt Nam Dân chủ Cộng hòa.
Từ đó cho đến nay, tên gọi cũng như mức độ quyền lực của chức vụ đứng đầu Chính phủ tại Việt Nam có những sự thay đổi qua những thời kỳ. Theo Hiến pháp hiện hành (2013), người đứng đầu Chính phủ nước Cộng hòa xã hội chủ nghĩa Việt Nam là Thủ tướng Chính phủ, thường được gọi là Thủ tướng.
Thủ tướng Chính phủ Việt Nam hiện tại là Phạm Minh Chính.

## Lịch sử
Dưới thời nhà Nguyễn, vua Minh Mạng cho thành lập cơ quan Nội các (1829) theo mô hình Trung Quốc, nhưng Nội các nhà Nguyễn lại đứng dưới Lục bộ. Năm 1934, vua Bảo Đại giải tán Nội các, thay bằng Ngự tiền văn phòng, đứng đầu là một quan viên nhất phẩm gọi là Đổng lý, có hình thái của một Chính phủ. Tháng 3 năm 1945, quân đội Nhật Bản tiến hành đảo chính, thay thế người Pháp nắm giữ chính quyền thuộc địa Đông Dương. Dưới áp lực của người Nhật, 17 tháng 4, vua Bảo Đại ban hành Đạo dụ số 5, thành lập một Nội các mới mang hình thức của một Chính phủ hiện đại do Trần Trọng Kim làm Tổng trưởng.
Ngày 16 tháng 8, dưới sự chủ trì của Mặt trận Việt Minh, đại biểu các đảng phái, đoàn thể, dân tộc, tôn giáo có mưu cầu giành độc lập cho Việt Nam ở Đông Dương và hải ngoại đã tổ chức Đại hội Quốc dân tại đình Tân Trào (Tuyên Quang). Đại hội đưa ra chủ trương Tổng khởi nghĩa và thành lập Ủy ban Dân tộc Giải phóng Việt Nam, do Hồ Chí Minh làm Chủ tịch.
Cách mạng Tháng Tám nổ ra và xóa bỏ chính quyền thuộc địa ở Việt Nam. Ngày 23 tháng 8, Bảo Đại tuyên bố thoái vị, Nội các Trần Trọng Kim tan rã. Ngày 28 tháng 8, Chính phủ cách mạng lâm thời của nước Việt Nam mới được thành lập trên cơ sở Ủy ban Dân tộc Giải phóng Việt Nam, đứng đầu là Hồ Chí Minh, giữ chức vụ Chủ tịch Chính phủ. Ngày 2 tháng 9, nước Việt Nam Dân chủ Cộng hòa thành lập, chính phủ mới ra mắt quốc dân.
Ngày 9 tháng 11 năm 1946, Quốc hội khóa I nước Việt Nam Dân chủ Cộng hòa thông qua bản Hiến pháp đầu tiên. Theo Hiến pháp 1946, Chính phủ gồm Chủ tịch nước, Phó Chủ tịch nước và Nội các; Nội các gồm Thủ tướng, (Phó Thủ tướng), các Bộ trưởng, Thứ trưởng, đứng đầu Nội các là Thủ tướng.
Ngày 23 tháng 9 năm 1945, quân đội Pháp bắt đầu tái chiếm thuộc địa Đông Dương, Cao ủy d'Argenlieu quyết định trao quy chế tự trị cho thuộc địa Nam Kỳ để tách khu vực này khỏi Việt Nam Dân chủ Cộng hòa. Ngày 26 tháng 3 năm 1946, Hội đồng Tư vấn Nam Kỳ ủy nhiệm Nguyễn Văn Thinh làm Thủ tướng để thành lập Chính phủ tự trị. Ngày 27 tháng 5 năm 1948, Chính phủ tự trị ngừng hoạt động. Ngày 5 tháng 6 năm 1948, Thông cáo chung Vịnh Hạ Long được ký kết, chính quyền Pháp đồng ý thành lập một chính quyền Việt Nam khác thuộc Liên hiệp Pháp thay thế Việt Nam Dân chủ Cộng hòa, gọi là Quốc gia Việt Nam. Chính phủ lâm thời Quốc gia Việt Nam được thành lập, đứng đầu là Thủ tướng.
Sau Hiệp định Genève (1954), nước Việt Nam tạm thời chia làm hai khu vực tập kết quân đội, lấy vĩ tuyến 17 làm giới tuyến quân sự tạm thời. Quân đội của chính quyền Việt Nam Dân chủ Cộng hòa tập kết ra miền bắc, quân đội Liên hiệp Pháp (gồm Quốc gia Việt Nam) tập kết vào miền nam. Cuộc tổng tuyển cử thống nhất sẻ được tổ chức vào tháng 7 năm 1956.
Ngày 23 tháng 10 năm 1955, một cuộc trưng cầu dân ý được tiến hành ở miền nam, Bảo Đại bị lật đổ, chính quyền Quốc gia Việt Nam bị xóa sổ. Ngày 26 tháng 10, chính quyền Việt Nam Cộng hòa được thành lập do Ngô Đình Diệm làm Tổng thống. Theo Hiến pháp 1956, Việt Nam Cộng hòa thi hành chế độ Tổng thống chế, với Tổng thống đứng đầu mặt hành pháp, trực tiếp quản lý Chính phủ. Tháng 11 năm 1963, Tổng thống Ngô Đình Diệm bị lật đổ trong một cuộc đảo chính quân sự, Hiến pháp 1956 bị hủy bỏ và Nguyễn Ngọc Thơ được quân đội đề cử làm Thủ tướng lâm thời, Việt Nam Cộng hòa lâm vào một loạt các vụ đảo chính trong các năm 1963-1965. Ngày 12 tháng 6 năm 1965, Nguyễn Văn Thiệu và Nguyễn Cao Kỳ tiến hành đảo chính, Ủy ban Hành pháp Trung ương được thành lập đóng vai trò như một Chính phủ, do Nguyễn Cao Kỳ làm Chủ tịch. Năm 1967, Hiến pháp mới của chính quyền Việt Nam Cộng hòa được thông qua, Chính phủ dân sự được tái lập với người đứng đầu là Thủ tướng.
Tháng 6 năm 1969, Đại hội Đại biểu Quốc dân miền Nam Việt Nam đã bầu ra Chính phủ lâm thời Cộng hòa miền Nam Việt Nam do Huỳnh Tấn Phát làm Chủ tịch Chính phủ.
Tại miền bắc, ngày 31 tháng 12 năm 1959, Quốc hội Việt Nam Dân chủ Cộng hòa thông qua Hiến pháp mới. Theo đó, cơ quan hành pháp tối cao được gọi là Hội đồng Chính phủ, đứng đầu là Thủ tướng, còn gọi là Thủ tướng Chính phủ.
Tháng 5 năm 1975, Cộng hòa miền Nam Việt Nam giành thắng lợi trong cuộc Tổng tiến công nổi dậy mùa xuân, hoàn toàn xóa bỏ chính quyền Việt Nam Cộng hòa. Tháng 6 năm 1976, hai miền Việt Nam được thống nhất trở thành nước Cộng hòa xã hội chủ nghĩa Việt Nam, tiếp tục duy trì theo Hiến pháp 1959.
Ngày 18 tháng 12 năm 1980, Quốc hội Việt Nam thông qua Hiến pháp mới. Theo đó, cơ quan Chính phủ được gọi là Hội đồng Bộ trưởng, lãnh đạo bởi Chủ tịch Hội đồng Bộ trưởng.
Ngày 15 tháng 4 năm 1992, Quốc hội Việt Nam thông qua Hiến pháp mới, thay cơ quan hành chính cao nhất từ Hội đồng Bộ trưởng thành Chính phủ, lãnh đạo bởi Thủ tướng, còn gọi là Thủ tướng Chính phủ.
Ngày 13 tháng 8 năm 2013, Quốc hội Việt Nam thông qua Hiến pháp mới, cơ quan hành chính nhà nước cao nhất vẫn là Chính phủ, người lãnh đạo chính phủ là Thủ tướng Chính phủ.

## Danh sách
Dưới đây là danh sách Thủ tướng ở Việt Nam từ năm 1945 trên hai miền nam và bắc Việt Nam.
Từ khi thành lập Chính phủ lâm thời tháng 8 năm 1945 (danh sách Chính phủ lâm thời đầu tiên được đăng trên các báo ngày 28 tháng 8) đến 1954, Hồ Chí Minh giữ chức vụ Chủ tịch Chính phủ, vừa đại diện đất nước, vừa nắm quyền Hành pháp. Tuy Hiến pháp 1946 có quy định chức vụ Thủ tướng đứng đầu Nội các hỗ trợ Chủ tịch Chính phủ, nhưng trước năm 1955 không có ai giữ cương vị này nên Chủ tịch Hồ Chí Minh được coi như kiêm nhiệm cả công việc của Thủ tướng Nội các. Trong công hàm đề ngày 19 tháng 7 năm 1955 gửi Quốc trưởng và Thủ tướng Chính phủ miền Nam Việt Nam về vấn đề hiệp thương chính trị có ghi chức vụ của Hồ Chí Minh là Chủ tịch nước Việt Nam Dân chủ Cộng hòa kiêm Chủ tịch Chính phủ.
Những người có tên được in đậm và nghiên là người nắm giữ quyền Thủ tướng và phần chức vụ in nghiên chức danh.
| Thứ tự                                        | Thủ tướng        | Thủ tướng                              | Nhiệm kỳ             | Nhiệm kỳ             | Nhiệm kỳ                                    | Chức vụ                                | Chính phủ                                             | Đảng phái                                           | Ghi chú |
| Thứ tự                                        | Thủ tướng        | Thủ tướng                              | Bắt đầu              | Kết thúc             | Thời gian tại nhiệm                         | Chức vụ                                | Chính phủ                                             | Đảng phái                                           | Ghi chú |
| Đế quốc Việt Nam (1945)                       |                  |                                        |                      |                      |                                             |                                        |                                                       |                                                     |         |
| 1                                             | Trần Trọng Kim   | Trần Trọng Kim (1883-1953)             | 17 tháng 4 năm 1945  | 23 tháng 8 năm 1945  | 128 ngày                                    | Tổng lý Nội các Tổng trưởng Nội các    | Nội các Trần Trọng Kim                                | Đảng Đại Việt Quốc xã                               |         |
| Cộng hòa tự trị Nam Kỳ (1945-1948)            |                  |                                        |                      |                      |                                             |                                        |                                                       |                                                     |         |
| 1                                             | Nguyễn Văn Thinh | Nguyễn Văn Thinh (1888-1946)           | 26 tháng 3 năm 1946  | 10 tháng 11 năm 1946 | 229 ngày                                    | Thủ tướng                              | Chính phủ Nguyễn Văn Thinh                            | Đảng Dân chủ Đông Dương                             |         |
| 2                                             | Lê Văn Hoạch     | Lê Văn Hoạch (1890-1978)               | 29 tháng 11 năm 1946 | 29 tháng 9 năm 1947  | 304 ngày                                    | Thủ tướng                              | Chính phủ Lê Văn Hoạch                                |                                                     |         |
| 3                                             | Nguyễn Văn Xuân  | Nguyễn Văn Xuân (1892-1989)            | 8 tháng 10 năm 1947  | 27 tháng 5 năm 1948  | 232 ngày                                    | Thủ tướng                              | Chính phủ Nguyễn Văn Xuân                             |                                                     |         |
| Việt Nam Dân chủ Cộng hòa (1945-1976)         |                  |                                        |                      |                      |                                             |                                        |                                                       |                                                     |         |
| 1                                             | Hồ Chí Minh      | Hồ Chí Minh (1890-1969)                | 2 tháng 9 năm 1945   | 31 tháng 5 năm 1946  | 271 ngày                                    | Chủ tịch Chính phủ (Thủ tướng Nội các) | Cách mạng Lâm thời (1945)                             | Đảng Cộng sản Đông Dương                            |         |
| 1                                             | Hồ Chí Minh      | Hồ Chí Minh (1890-1969)                | 2 tháng 9 năm 1945   | 31 tháng 5 năm 1946  | 271 ngày                                    | Chủ tịch Chính phủ (Thủ tướng Nội các) | Liên hiệp Lâm thời (1946)                             | Đảng Cộng sản Đông Dương                            |         |
| 1                                             | Hồ Chí Minh      | Hồ Chí Minh (1890-1969)                | 2 tháng 9 năm 1945   | 31 tháng 5 năm 1946  | 271 ngày                                    | Chủ tịch Chính phủ (Thủ tướng Nội các) | Liên hiệp Kháng chiến (1946)                          | Đảng Cộng sản Đông Dương                            |         |
| -                                             | Huỳnh Thúc Kháng | Huỳnh Thúc Kháng (1876-1947)           | 31 tháng 5 năm 1946  | 21 tháng 9 năm 1946  | 113 ngày                                    | Quyền Chủ tịch Chính phủ               | không đảng phái                                       |                                                     |         |
| (1)                                           | Hồ Chí Minh      | Hồ Chí Minh (1890-1969)                | 21 tháng 9 năm 1946  | 20 tháng 9 năm 1955  | 5 năm, 364 ngày(Tổng cộng: 10 năm, 18 ngày) | Chủ tịch Chính phủ                     | Liên hiệp Quốc dân (1946-1955)                        | - Đảng Cộng sản Đông Dương - Đảng Lao động Việt Nam |         |
| 2                                             | Phạm Văn Đồng    | Phạm Văn Đồng (1906-2000)              | 20 tháng 9 năm 1955  | 2 tháng 7 năm 1976   | 20 năm, 286 ngày                            | Thủ tướng Chính phủ                    | Chính phủ mở rộng (1955-1959)                         | Đảng Lao động Việt Nam                              |         |
| 2                                             | Phạm Văn Đồng    | Phạm Văn Đồng (1906-2000)              | 20 tháng 9 năm 1955  | 2 tháng 7 năm 1976   | 20 năm, 286 ngày                            | Thủ tướng Chính phủ                    | Khóa II (1960-1964)                                   | Đảng Lao động Việt Nam                              |         |
| 2                                             | Phạm Văn Đồng    | Phạm Văn Đồng (1906-2000)              | 20 tháng 9 năm 1955  | 2 tháng 7 năm 1976   | 20 năm, 286 ngày                            | Thủ tướng Chính phủ                    | Khóa III (1964-1971)                                  | Đảng Lao động Việt Nam                              |         |
| 2                                             | Phạm Văn Đồng    | Phạm Văn Đồng (1906-2000)              | 20 tháng 9 năm 1955  | 2 tháng 7 năm 1976   | 20 năm, 286 ngày                            | Thủ tướng Chính phủ                    | Khóa IV (1971-1975)                                   | Đảng Lao động Việt Nam                              |         |
| 2                                             | Phạm Văn Đồng    | Phạm Văn Đồng (1906-2000)              | 20 tháng 9 năm 1955  | 2 tháng 7 năm 1976   | 20 năm, 286 ngày                            | Thủ tướng Chính phủ                    | Khóa V (1975-1976)                                    | Đảng Lao động Việt Nam                              |         |
| Cộng hòa Miền Nam Việt Nam (1969-1976)        |                  |                                        |                      |                      |                                             |                                        |                                                       |                                                     |         |
| -                                             | Huỳnh Tấn Phát   | Huỳnh Tấn Phát (1913-1989)             | 8 tháng 6 năm 1969   | 2 tháng 7 năm 1976   | 7 năm, 24 ngày                              | Chủ tịch Chính phủ                     | Cách mạng Lâm thời (1969-1976)                        | Đảng Nhân dân Cách mạng Việt Nam                    |         |
| Quốc gia Việt Nam (1949-1955)                 |                  |                                        |                      |                      |                                             |                                        |                                                       |                                                     |         |
| 1                                             | Bảo Đại          | Nguyễn Phúc Vĩnh Thụy (1913-1997)      | 14 tháng 7 năm 1949  | 21 tháng 1 năm 1950  | 191 ngày                                    | Quốc trưởng kiêm Thủ tướng             | Chính phủ Bảo Đại                                     |                                                     |         |
| 2                                             | Nguyễn Phan Long | Nguyễn Phan Long (1889-1960)           | 21 tháng 1 năm 1950  | 27 tháng 4 năm 1950  | 96 ngày                                     | Thủ tướng                              | Chính phủ Nguyễn Phan Long                            | Đảng Lập hiến Đông Dương                            |         |
| 3                                             | Trần Văn Hữu     | Trần Văn Hữu (1895-1985)               | 6 tháng 5 năm 1950   | 3 tháng 6 năm 1952   | 2 năm, 28 ngày                              | Thủ tướng                              | Chính phủ Trần Văn Hữu - Cải tổ lần 1 - Cải tổ lần 2  |                                                     |         |
| 4                                             | Nguyễn Văn Tâm   | Nguyễn Văn Tâm (1893-1990)             | 23 tháng 6 năm 1952  | 7 tháng 12 năm 1953  | 1 năm, 167 ngày                             | Thủ tướng                              | Chính phủ Nguyễn Văn Tâm - Cải tổ                     |                                                     |         |
| 5                                             | Bủu Lộc          | Nguyễn Phúc Bửu Lộc (1914-1990)        | 11 tháng 1 năm 1954  | 16 tháng 6 năm 1954  | 156 ngày                                    | Thủ tướng                              | Chính phủ Bửu Lộc                                     |                                                     |         |
| 6                                             | Ngô Đình Diệm    | Ngô Đình Diệm (1901-1963)              | 16 tháng 6 năm 1954  | 26 tháng 10 năm 1955 | 1 năm, 132 ngày                             | Thủ tướng                              | Chính phủ Ngô Đình Diệm - Cải tổ lần 1 - Cải tổ lần 2 | Đảng Cần lao Nhân vị                                |         |
| Việt Nam Cộng hòa (1955-1975)                 |                  |                                        |                      |                      |                                             |                                        |                                                       |                                                     |         |
| 1                                             | Nguyễn Ngọc Thơ  | Nguyễn Ngọc Thơ (1908-1976)            | 6 tháng 11 năm 1963  | 30 tháng 1 năm 1964  | 85 ngày                                     | Thủ tướng lâm thời                     | Nội các Nguyễn Ngọc Thơ                               |                                                     |         |
| 2                                             | Nguyễn Khánh     | Nguyễn Khánh (1927-2013)               | 8 tháng 2 năm 1964   | 29 tháng 8 năm 1964  | 203 ngày                                    | Thủ tướng                              | Hội đồng Quân nhân Cách mạng                          | Đảng Dân tộc                                        |         |
| 3                                             | Nguyễn Xuân Oánh | Nguyễn Xuân Oánh (1921-2003)           | 29 tháng 8 năm 1964  | 3 tháng 9 năm 1964   | 5 ngày                                      | Quyền Thủ tướng                        | Hội đồng Quân nhân Cách mạng                          |                                                     |         |
| 4                                             | Nguyễn Khánh     | Đại tướng Nguyễn Khánh (1927-2013)     | 3 tháng 9 năm 1964   | 4 tháng 11 năm 1964  | 62 ngày                                     | Quyền Thủ tướng                        | Hội đồng Quân nhân Cách mạng                          | Đảng Dân tộc                                        |         |
| 5                                             | Trần Văn Hương   | Trần Văn Hương (1902-1982)             | 4 tháng 11 năm 1964  | 27 tháng 1 năm 1965  | 84 ngày                                     | Thủ tướng                              | Nội các Trần Văn Hương lần 1 - Cải tổ                 | Đảng Phục hưng                                      |         |
| 6                                             | Nguyễn Xuân Oánh | Nguyễn Xuân Oánh (1921-2003)           | 27 tháng 1 năm 1965  | 15 tháng 2 năm 1965  | 19 ngày                                     | Quyền Thủ tướng                        | Nội các Trần Văn Hương lần 1 - Cải tổ                 |                                                     |         |
| 7                                             | Phan Huy Quát    | Phan Huy Quát (1908-1979)              | 16 tháng 2 năm 1965  | 5 tháng 6 năm 1965   | 109 ngày                                    | Thủ tướng                              | Nội các Phan Huy Quát                                 | Đại Việt Quốc dân Đảng                              |         |
| 8                                             | Nguyễn Cao Kỳ    | Thiếu tướng Nguyễn Cao Kỳ (1930-2011)  | 19 tháng 6 năm 1965  | 1 tháng 9 năm 1967   | 2 năm, 74 ngày                              | Chủ tịch Ủy ban Hành pháp Trung ương   | Ủy ban Hành pháp Trung ương                           |                                                     |         |
| 9                                             | Nguyễn Văn Lộc   | Nguyễn Văn Lộc (1922-1992)             | 1 tháng 9 năm 1967   | 17 tháng 5 năm 1968  | 259 ngày                                    | Thủ tướng                              | Nội các Nguyễn Văn Lộc                                |                                                     |         |
| 10                                            | Trần Văn Hương   | Trần Văn Hương (1903-1982)             | 28 tháng 5 năm 1968  | 1 tháng 9 năm 1969   | 1 năm, 96 ngày                              | Thủ tướng                              | Nội các Trần Văn Hương lần 2                          | Đảng Phục hưng                                      |         |
| 11                                            | Trần Thiện Khiêm | Đại tướng Trần Thiện Khiêm (1925-2021) | 1 tháng 9 năm 1969   | 4 tháng 4 năm 1975   | 5 năm, 215 ngày                             | Thủ tướng                              | Nội các Trần Thiện Khiêm                              | Đảng Dân chủ                                        |         |
| 12                                            | Nguyễn Bá Cẩn    | Nguyễn Bá Cẩn (1930-2009)              | 5 tháng 4 năm 1975   | 24 tháng 4 năm 1975  | 19 ngày                                     | Thủ tướng                              | Nội các Nguyễn Bá Cẩn                                 | Đảng Công Nông Việt Nam                             |         |
| 13                                            | Vũ Văn Mẫu       | Vũ Văn Mẫu (1914-1998)                 | 28 tháng 4 năm 1975  | 30 tháng 4 năm 1975  | 2 ngày                                      | Thủ tướng                              | Nội các Vũ Văn Mẫu                                    | Liên danh Hoa Sen                                   |         |
| Cộng hòa Xã hội chủ nghĩa Việt Nam (1976-nay) |                  |                                        |                      |                      |                                             |                                        |                                                       |                                                     |         |
| 1                                             | Pham Văn Đồng    | Phạm Văn Đồng (1906-2000)              | 2 tháng 7 năm 1976   | 17 tháng 6 năm 1987  | 11 năm, 130 ngày                            | Thủ tướng Chính phủ                    | Khóa VI (1976-1981)                                   | Đảng Cộng sản Việt Nam                              |         |
| 1                                             | Pham Văn Đồng    | Phạm Văn Đồng (1906-2000)              | 2 tháng 7 năm 1976   | 17 tháng 6 năm 1987  | 11 năm, 130 ngày                            | Chủ tịch Hội đồng Bộ trưởng            | Khóa VII (1981-1987)                                  | Đảng Cộng sản Việt Nam                              |         |
| 2                                             | Pham Hùng        | Phạm Hùng (1912-1988)                  | 17 tháng 6 năm 1987  | 10 tháng 3 năm 1988  | 267 ngày                                    | Chủ tịch Hội đồng Bộ trưởng            | Khóa VIII (1987-1988)                                 | Đảng Cộng sản Việt Nam                              |         |
| -                                             | Võ Văn Kiệt      | Võ Văn Kiệt (1922-2008)                | 10 tháng 3 năm 1988  | 22 tháng 6 năm 1988  | 104 ngày                                    | Quyền Chủ tịch Hội đồng Bộ trưởng      | Khóa VIII (1987-1988)                                 | Đảng Cộng sản Việt Nam                              |         |
| 3                                             | Đỗ Mười          | Đỗ Mười (1917-2018)                    | 22 tháng 6 năm 1988  | 8 tháng 8 năm 1991   | 3 năm, 47 ngày                              | Chủ tịch Hội đồng Bộ trưởng            | Khóa VIII (1987-1988)                                 | Đảng Cộng sản Việt Nam                              |         |
| 4                                             | Võ Văn Kiệt      | Võ Văn Kiệt (1922-2008)                | 8 tháng 8 năm 1991   | 25 tháng 9 năm 1997  | 6 năm, 48 ngày                              | Chủ tịch Hội đồng Bộ trưởng            | Khóa VIII (1987-1988)                                 | Đảng Cộng sản Việt Nam                              |         |
| 4                                             | Võ Văn Kiệt      | Võ Văn Kiệt (1922-2008)                | 8 tháng 8 năm 1991   | 25 tháng 9 năm 1997  | 6 năm, 48 ngày                              | Thủ tướng Chính phủ                    | Khóa VIII (1987-1988)                                 | Đảng Cộng sản Việt Nam                              |         |
| 4                                             | Võ Văn Kiệt      | Võ Văn Kiệt (1922-2008)                | 8 tháng 8 năm 1991   | 25 tháng 9 năm 1997  | 6 năm, 48 ngày                              | Khóa IX (1992-1997)                    |                                                       | Đảng Cộng sản Việt Nam                              |         |
| 5                                             | Phan Văn Khải    | Phan Văn Khải (1933-2018)              | 25 tháng 9 năm 1997  | 27 tháng 6 năm 2006  | 8 năm, 275 ngày                             | Thủ tướng Chính phủ                    | Khóa X (1997-2002)                                    | Đảng Cộng sản Việt Nam                              |         |
| 5                                             | Phan Văn Khải    | Phan Văn Khải (1933-2018)              | 25 tháng 9 năm 1997  | 27 tháng 6 năm 2006  | 8 năm, 275 ngày                             | Thủ tướng Chính phủ                    | Khóa XI (2002-2006)                                   | Đảng Cộng sản Việt Nam                              |         |
| 6                                             | Nguyễn Tấn Dũng  | Nguyễn Tấn Dũng (sinh 1949)            | 27 tháng 6 năm 2006  | 6 tháng 4 năm 2016   | 9 năm, 284 ngày                             | Thủ tướng Chính phủ                    |                                                       | Đảng Cộng sản Việt Nam                              |         |
| 6                                             | Nguyễn Tấn Dũng  | Nguyễn Tấn Dũng (sinh 1949)            | 27 tháng 6 năm 2006  | 6 tháng 4 năm 2016   | 9 năm, 284 ngày                             | Thủ tướng Chính phủ                    | Khóa XI (2006-2007)                                   | Đảng Cộng sản Việt Nam                              |         |
| 6                                             | Nguyễn Tấn Dũng  | Nguyễn Tấn Dũng (sinh 1949)            | 27 tháng 6 năm 2006  | 6 tháng 4 năm 2016   | 9 năm, 284 ngày                             | Thủ tướng Chính phủ                    | Khóa XII (2007-2011)                                  | Đảng Cộng sản Việt Nam                              |         |
| 6                                             | Nguyễn Tấn Dũng  | Nguyễn Tấn Dũng (sinh 1949)            | 27 tháng 6 năm 2006  | 6 tháng 4 năm 2016   | 9 năm, 284 ngày                             | Thủ tướng Chính phủ                    | Khóa XIII (2011-2016)                                 | Đảng Cộng sản Việt Nam                              |         |
| 7                                             | Nguyễn Xuân Phúc | Nguyễn Xuân Phúc (sinh 1954)           | 7 tháng 4 năm 2016   | 4 tháng 4 năm 2021   | 4 năm, 363 ngày                             | Thủ tướng Chính phủ                    |                                                       | Đảng Cộng sản Việt Nam                              |         |
| 7                                             | Nguyễn Xuân Phúc | Nguyễn Xuân Phúc (sinh 1954)           | 7 tháng 4 năm 2016   | 4 tháng 4 năm 2021   | 4 năm, 363 ngày                             | Thủ tướng Chính phủ                    | Khóa XIV (2016-2021)                                  | Đảng Cộng sản Việt Nam                              |         |
| 8                                             | Phạm Minh Chính  | Phạm Minh Chính (sinh 1958)            | 5 tháng 4 năm 2021   | đương nhiệm          | 1476 ngày                                   | Thủ tướng Chính phủ                    |                                                       | Đảng Cộng sản Việt Nam                              |         |
| 8                                             | Phạm Minh Chính  | Phạm Minh Chính (sinh 1958)            | 5 tháng 4 năm 2021   | đương nhiệm          | 1476 ngày                                   | Thủ tướng Chính phủ                    |                                                       | Đảng Cộng sản Việt Nam                              |         |
| 8                                             | Phạm Minh Chính  | Phạm Minh Chính (sinh 1958)            | 5 tháng 4 năm 2021   | đương nhiệm          | 1476 ngày                                   | Thủ tướng Chính phủ                    |                                                       | Đảng Cộng sản Việt Nam                              |         |
| 8                                             | Phạm Minh Chính  | Phạm Minh Chính (sinh 1958)            | 5 tháng 4 năm 2021   | đương nhiệm          | 1476 ngày                                   | Thủ tướng Chính phủ                    | Khóa XV (2021-2026)                                   | Đảng Cộng sản Việt Nam                              |         |